# Ovid Jackson
Pour les articles homonymes, voir Jackson.
Ovid L. Jackson (né le 3 février 1939) est un homme politique canadien de l'Ontario. Il est député fédéral libéral de la circonscription ontarienne de Bruce—Grey de 1993 à 2004.

## Biographie
Né à New Amsterdam à l'embouchure du fleuve Berbice en Guyane britannique, Jackson travaille comme enseignant de la West Hill Secondary School d'Owen Sound. Il sert comme maire de cette ville durant 10 ans avant son élection en 1993 comme député à la Chambre des communes du Canada .
Élu en 1993 et réélu en 1997 et 2000, il est défait dans Grey—Bruce—Owen Sound en 2004.
Il est membre de l'Ordre de l'Ontario.